# Little Moritz demande Rosalie en mariage
Little Moritz demande Rosalie en mariage ist eine fragmentarisch erhaltene französische Stummfilmkomödie von Roméo Bosetti aus dem Jahr 1911.

## Handlung
Rosalie schiebt ihren Geliebten Moritz zu ihrem Vater in die Stube. Er soll bei ihm um ihre Hand anhalten. Dem Vater sagt der schüchterne und schwächliche junge Mann jedoch nicht zu und so verweigert er sein Einverständnis.
Auf dem Heimweg erhält Moritz vor einem Haus ein Werbeblatt, das auf eine Boxveranstaltung hinweist. Er betritt das Haus und wird sofort für einen Boxkampf vorbereitet. Sein Gegner ist einen Kopf größer als er und schlägt ihn zwei Mal k.o., bevor Moritz seine geringe Größe ausnutzen und seinen Gegner besiegen kann.
Euphorisch schlägt er nun jeden nieder, der ihm in den Weg kommt und kehrt in Rosalies Wohnung zurück. Dort zerstört er die Einrichtung des Wohnzimmers, des Schlafzimmers und weite Teile der Küche, bevor Rosalies Vater endlich seine Einwilligung zur Ehe der beiden gibt. Rosalie und Moritz fallen sich in die Arme.

## Produktion
Little Moritz demande Rosalie en mariage war Teil der populären Rosalie-Reihe, die ab 1911 bei Pathé Comica in Nizza und Pathé Frères in Paris entstand und mehr als 30 Kurzfilme umfasste. Die Hauptrolle der Rosalie, im deutschen Sprachraum vereinzelt auch „Emma“ genannt, verkörperte Sarah Duhamel, die als eine der ersten Filmkomikerinnen Frankreichs gilt. Mit Maurice Schwartz als „Little Moritz“ entstanden insgesamt drei Filme. Little Moritz demande Rosalie en mariage wurde am 13. Oktober 1911 uraufgeführt.
Little Moritz demande Rosalie en mariage ist in einer 127 Meter langen Kopie im Nederlands Filmmuseum in Amsterdam erhalten. Die Originallänge des Films betrug 150 Meter.